# Anna Troberg
Anna Troberg, née le 9 avril 1974 à Landskrona, est une écrivaine, traductrice et militante politique suédoise, ancienne présidente du Parti pirate suédois, et actuellement directrice des opérations de Wikimédia Suède.

## Biographie

### Carrière
Née à Landskrona, Troberg déménage à Borlänge encore enfant.
Elle dirige la branche suédoise d'une maison d'édition avant de rejoindre Wikimédia Suède comme directrice des opérations à partir du 6 janvier 2016.

### Pirate

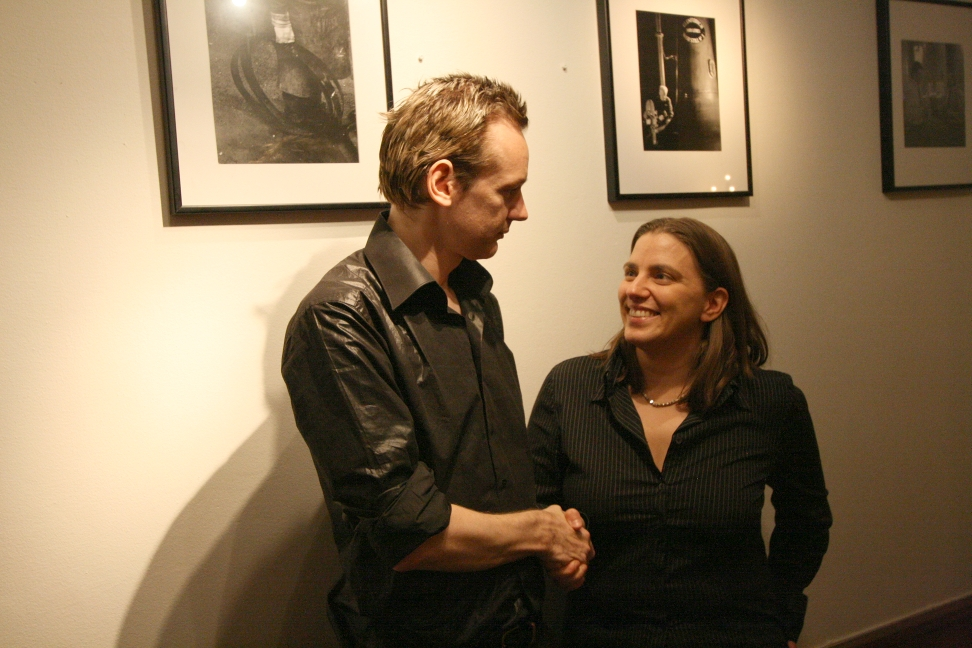
Anna Troberg avec Julian Assange.

Après un dialogue avec des membres du Parti pirate de Suède sur son blog, Troberg y adhère,,. Elle est alors sollicitée pour la direction du Parti, et devient en 2009 la numéro deux du Parti. Après 18 mois de travail avec le président du Parti, elle reprend le poste lorsque Rickard Falkvinge démissionne le 1er janvier 2011.
Elle déclare alors vouloir inculquer la compassion dans les axes du Parti pirate et lui faire dépasser les questions strictement techniques. Elle est perçue comme mieux intégrée que son prédécesseur dans le paysage politique.

## Ouvrages
Troberg a publié Chefer från helvetet (« les chefs sortis de l'Enfer ») sous le pseudonyme de Rosetta Sten (ce qui se traduit par « Pierre de Rosette » en suédois).
Troberg a traduit 25 ouvrages en suédois, y compris les Bunny Suicides d'Andy Riley ; Extreme, autobiographie de Sharon Osbourne ; la série Young Samurai de Chris Bradford (en) ; Bad Traffic de Simon Lewis ; et plusieurs œuvres de Jeanette Winterson, dont Oranges Are Not the Only Fruit (en), Lighthousekeeping (en) et The Passion.
Troberg vit dans une maison de ville à Järfälla avec sa compagne, ainsi que plusieurs chiens et chats.